# 普天間かおりのアハハでウフフ
普天間かおりのアハハでウフフは（ふてんまかおりのアハハでウフフ）、シンガーソングライターの普天間かおりがパーソナリティを務めたラジオ番組。
当初は東海ラジオのみでの放送だったが、2005年4月からは普天間の出身地であるという事からRBCiラジオもネットを始めた。東海ラジオ（NRN）とRBCiラジオ（JRN）はネットワークが異なるので、番組販売扱いと思われる。
開始当初は30分番組だったが後に時間を縮小。後期は
東海ラジオ・RBCiラジオともに、10分間放送されていた。
2014年9月をもって番組終了。

## 放送時間
- 東海ラジオ - 中日戦デーゲーム中継が延長した場合は放送休止。
  - 2008年10月の番組改編より黒田治 今夜はOK.OK.内包の土曜日20時台
  - 2009年4月より土曜日21:50〜22:00
  - 2009年秋改編より土曜日19:50〜20:00
  - 2010年4月11日より日曜日18:00〜18:10
  - 2014年4月より金曜日21:40〜21:50
- RBCiラジオ（2005年4月〜2014年3月）
  - 土曜10:20〜10:30